# Testbed
Testbed (ang. dosł. podłoże testowe) – platforma używana przez projektantów oprogramowania do testów. W przypadku rozwoju systemów operacyjnych może być to wirtualny komputer, wyposażony w działające w pełni środowisko operacyjne, debugger oraz emulator procesora, na który powstaje dany system. Duża część procesu tworzenia systemu przebiega właśnie w środowisku emulatora, aby zminimalizować czas poświęcony na restarty komputera i resetowanie środowiska, a zmaksymalizować efektywność procesu tworzenia kodu.

## Testbed – strony internetowe
Testbed jest pojęciem dość szerokim, które nie ogranicza się jedynie do komputera testowego. Testbeds mogą być one również stronami internetowymi wykorzystywanymi np. do testowania technologii webowych. Przykładem takiego rozwiązania jest stworzona w 1993 r. przeglądarka Arena (przez World Wide Web Consortium i CERN) umożliwiająca testowanie technologii HTML3, CSS, PNG i libwww.